# Charles Brune
Pour les articles homonymes, voir Brune.
Charles François Ernest Brune est un homme politique français. Né le 31 juillet 1891 à Arbois (Jura), il est mort le 13 janvier 1956 à Paris. Sénateur radical, il est ministre des PTT puis ministre de l’Intérieur.

## Biographie
Docteur vétérinaire, Charles Brune fait toute sa carrière au ministère de l'Agriculture. En 1938, il est inspecteur général des services vétérinaires. Conseiller municipal de Chartres depuis 1935, il se lie au préfet Jean Moulin.
Il est élu conseiller de la République du département d'Eure-et-Loir, puis sénateur de ce même département en 1946 et réélu en 1948. Il est président du groupe du Rassemblement des gauches républicaines (RGR) et de la Gauche démocratique de la Haute Assemblée en 1949-1950.

## Fonctions gouvernementales
- Ministre des PTT du gouvernement Georges Bidault (2) (du 7 février 1950 au 2 juillet 1950).
- Ministre des PTT du gouvernement Henri Queuille (2) (du 2 au 12 juillet 1950).
- Ministre des PTT du gouvernement René Pleven (1) (du 12 juillet 1950 au 10 mars 1951).
- Ministre des PTT du gouvernement Henri Queuille (3) (du 10 mars au 11 août 1951).
- Ministre de l'Intérieur du gouvernement René Pleven (2) (du 11 août 1951 au 20 janvier 1952).
- Ministre de l'Intérieur du gouvernement Edgar Faure (1) (du 20 janvier 1952 au 8 mars 1952).
- Ministre de l'Intérieur du gouvernement Antoine Pinay (du 8 mars 1952 au 8 janvier 1953).
- Ministre de l'Intérieur du gouvernement René Mayer (du 8 janvier au 28 juin 1953).

Aux PTT, il s'attache à automatiser le réseau téléphonique. À l'Intérieur, il est confronté à l'affaire des pigeons au cours de laquelle le leader communiste Jacques Duclos est incarcéré pour atteinte à la sûreté de l'État, à la suite de la manifestation contre le général Ridgway qui avait fait un mort.

## Décorations et hommages
- Chevalier de la Légion d'honneuren 1938[1]
- Croix de guerre 1914–1918
- La rue de Chartres reliant la place Châtelet à la place de la République porte son nom.